# Max Lucado

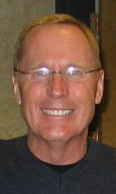
Max Lucado

Max Lucado (San Angelo (Texas), 11 januari 1955) is een Amerikaans christelijk schrijver en voorganger. In Nederland is hij bekend als de schrijver van de populaire serie voor kinderen.

## Leven
Lucado groeide op in Andrews en studeerde aan de Abilene Christian University. Hij heeft een bachelorsgraad in communicatie en een mastergraad in bijbelwetenschap. Aanvankelijk had hij advocaat willen zijn, maar na een bijbelcursus wilde hij dominee worden. Na zijn studies werd hij voorganger in Miami. Later verhuisde hij naar Rio de Janeiro (Brazilië) waar hij samen met zijn vrouw Denalyn Lucado zendingswerk deed.
In 1987 keerde hij terug naar de Verenigde Staten. Vanaf 1988 was hij voorganger in de Oak Hills Church (voorheen: Oak Hills Church of Christ) in San Antonio. In 2007 legde hij wegens gezondheidsproblemen zijn werk neer.
Sinds de jaren ’80 is Lucado een gevierd schrijver in de Verenigde Staten; in Nederland wint hij de laatste jaren aan populariteit. Toch is zijn optreden binnen zijn kerkgenootschap, de Church of Christ, weleens controversieel.

### De Nerflander-serie
- Niemand is zoals jij
- Jij hoort bij mij
- Een fantastisch geschenk
- De beste!
- Had ik maar een groene neus
- Speciaal voor jou
- Ja zeggen tegen God

De illustraties in deze boeken van zijn van de hand van Sergio Martinez.

### De Krummel & vriendjes serie
- Krummel - een heel gewone rups
- Webster - de bange spin
- Billy - de bengelbij
- Billy - en de brombijen
- Flo - de liegende vlieg
- Milo - de bidsprinkhaan wil niet bidden
- Waldi - de stinkwants

### Overig
- Veilig in Zijn armen

Alle boeken zijn uitgegeven bij Ark Boeken.

## DVD's

### De Krummel & vriendjes serie
- Krummel - een heel gewone rups
- Webster - de bange spin
- Billy - de bengelbij
- Billy - en de brombijen
- Flo - de liegende vlieg
- Milo - de bidsprinkhaan wil niet bidden
- Eerlijk delen

### De Nerflanders-serie
- Niemand is zoals jij

### Speelfilm
- Ressurection